# Stefano Landini (artista)
Stefano Landini (Sassuolo, 18 giugno 1977) è un fumettista italiano.

## Biografia
Nasce a Sassuolo nel 1977 e cresce nella frazione di San Michele dei Mucchietti, dove tuttora risiede. Esordisce come professionista nel 2005 sulle pagine di Lanciostory e Skorpio, John Doe, Detective Dante per Eura Editoriale, ed Ammazzatine ripubblicato per Nicola Pesce Editore. Per Becco Giallo realizza La banda della Magliana.
Nel 2007 prosegue pubblicando per case editrici statunitensi, Marvel Comics e DC Comics e su varie testate tra le quali:
- Heralds of Galactus;
- Jonah Hex;
- Hellblazer;
- 52 Fear it Self;
- House of Mystery;
- Black Hand.

Per Ankama Games pubblica Maori.
Dal 2014 inizia a lavorare anche per la Sergio Bonelli Editore sulla collana Le Storie. Per Mondadori ha realizzato un volume di Kriminal, ad oggi inedito. Nel 2016 firma con Disney e realizza un volume di illustrazioni di Star Wars per la Lucas, e per la Marvel Studios realizza dei volumi di illustrazioni su Black Phanter e su Avengers: Age of Ultron.
Nel 2017 realizza i primi tre numeri per il rilancio di Devil sulla testata Daredevil: Legacy per Marvel. Per la Sergio Bonelli Editore realizza un numero di Dylan Dog.
Sempre nel 2017 realizza la nuova espansione Bang, Armed & Dangerous, per il gioco di carte Bang della DV Giochi, pubblicato in varie nazioni.
Dal 2008 insegna presso la Scuola Internazionale di Comics, nella sede di Reggio Emilia.

## Opere

### Fumetti e Graphic Novel
- Detective Dante (2006)
- La banda della Magliana (2007)
- Annihilation Heralds of Galactus (2007)
- Jonah Hex (2007)
- House of Mystery (2008)
- Hellblazer (2009/2013)
- Pontiac, storia di una rivolta (2010)
- Fear it Self (2011)
- 52 (2012)
- Ammazzatine (2012)
- Maori (2014)
- Kriminal (2015)
- Star Wars (2016)
- Black Phanter (2017)
- Avengers 2 (2017)
- Le Storie Ix B’Alaam (2017)
- Daredevil (2017)
- Bang (2017)
- Dylan Dog (2018)
- Star Wars, Target Vader (2019)
- Voraces (2020)
- Daredevil (2021)
- Captain America (2021)
- Star Wars, War of the bounty hunters (2021)
- Black panther (2022)
- Wildstorm, 30 th Anniversary special (2023)